# Lackawanna Motor Company
Lackawanna Motor Company war ein US-amerikanischer Hersteller von Automobilen.

## Unternehmensgeschichte
Das Unternehmen wurde 1904 in Buffalo im US-Staat New York gegründet. Es übernahm einen Teil der Produktion der Conrad Motor Carriage Company. Bereits im Januar 1904 stand ein Fahrzeug auf der New York Automobile Show. Der Markenname lautete Lackawanna. Im November 1904 wurde das Unternehmen aufgelöst.
1905 gab es eine Neugründung als Lackawanna Valveless Motor Company, die Ottomotoren für Boote herstellte.

## Fahrzeuge
Im Gegensatz zu Conrad standen nur Fahrzeuge mit Ottomotoren im Sortiment. Genannt ist ein Modell mit einem Zweizylinder-Zweitaktmotor. Der Aufbau wurde als Runabout-Surrey bezeichnet.